# Liste des députés européens d'Irlande (pays) de la 6e législature
Liste des députés européens irlandais au Parlement européen pour la législature 2004-2009, élus lors des élections européennes de 2004 en Irlande:

## Liste
| Nom                                            | Circonscription | Parti national     | Groupe parlementaire |
| ---------------------------------------------- | --------------- | ------------------ | -------------------- |
| Liam Aylward                                   | Est             | Fianna Fáil        | UEN                  |
| Colm Burke remplace Simon Coveney en juin 2007 | Sud             | Fine Gael          | PPE-DE               |
| *Brian Crowley                                 | Sud             | Fianna Fáil        | UEN                  |
| *Proinsias De Rossa                            | Dublin          | Parti travailliste | PSE                  |
| *Avril Doyle                                   | Est             | Fine Gael          | PPE-DE               |
| Marian Harkin                                  | Nord-Ouest      | Indépendants       | ADLE                 |
| Jim Higgins                                    | Nord-Ouest      | Fine Gael          | PPE-DE               |
| Mary Lou McDonald                              | Dublin          | Sinn Féin          | GUE/NLG              |
| Mairead McGuinness                             | Est             | Fine Gael          | PPE-DE               |
| Gay Mitchell                                   | Dublin          | Fine Gael          | PPE-DE               |
| *Seán Ó Neachtain                              | Nord-ouest      | Fianna Fáil        | UEN                  |
| Eoin Ryan                                      | Dublin          | Fianna Fáil        | UEN                  |
| Kathy Sinnott                                  | Sud             | Indépendant        | IND/DEM              |

*député sortant